# Velano Lordy
Velano Lordy – filipiński zapaśnik w stylu klasycznym i wolnym.
Dwukrotny brązowy medalista igrzysk Azji Południowo-Wschodniej w 1997.